# Cleveland County (Oklahoma)
Das Cleveland County ist ein County im US-Bundesstaat Oklahoma. Das U.S. Census Bureau hat bei der Volkszählung 2020 eine Einwohnerzahl von 295.528 ermittelt. Der Verwaltungssitz (County Seat) ist Norman.
Das Cleveland County ist Bestandteil der Metropolregion Greater Oklahoma City.

## Geographie
Das County liegt nahe dem geografischen Zentrum von Oklahoma und hat eine Fläche von 1.446 Quadratkilometern, wovon 58 Quadratkilometer Wasserfläche sind. Es grenzt an folgende Countys:
| Canadian County | Oklahoma County |                     |
|                 |                 | Pottawatomie County |
| McClain County  |                 |                     |

## Geschichte

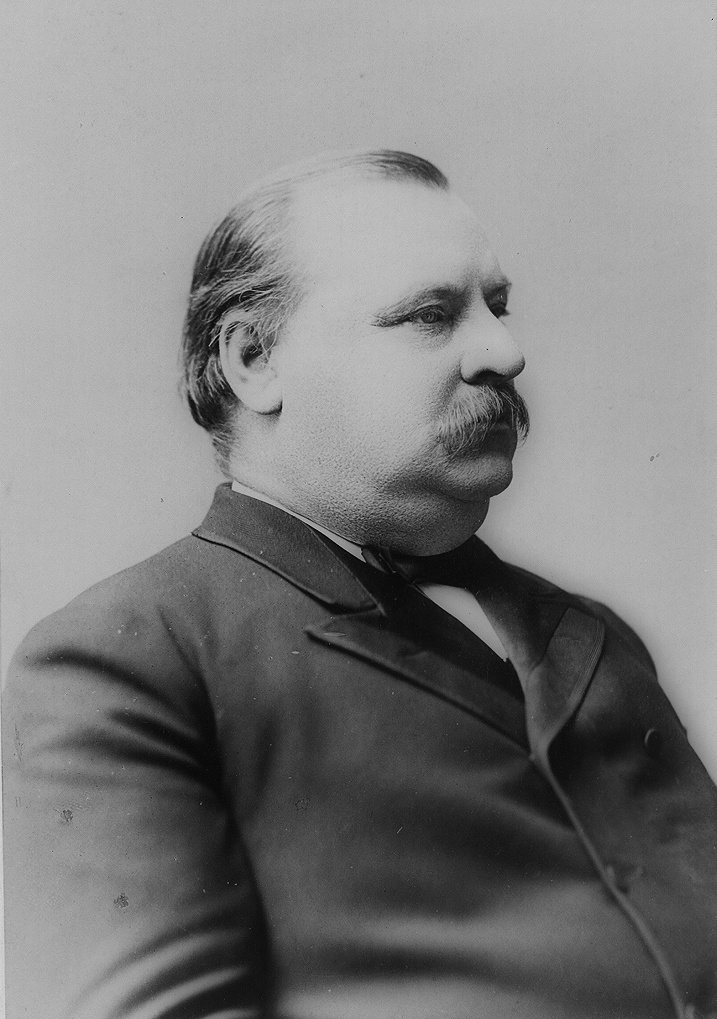
G. Cleveland

Das Cleveland County wurde 1889 als Original-County aus den Unassigned Lands gebildet und hatte ursprünglich die bezeichnung County Nr. 3. Benannt wurde es nach Stephen Grover Cleveland (1837–1908), dem 22. und 24. Präsidenten der USA, der seine Unterschrift unter den Indian Appropriations Act von 1889 gesetzt hatte, das die Besiedlung des Gebiets durch angloamerikanische Kolonisten ermöglichte.
Besiedelt wurde das County durch weiße Siedler während der ersten offiziellen Land-Besitznahme (Oklahoma Land Run) vom 22. April 1889.

Im County liegt eine National Historic Landmark, die Bizzell Library der University of Oklahoma. 21 Bauwerke und Stätten des Countys sind im National Register of Historic Places (NRHP) eingetragen (Stand 28. Mai 2018).

## Demografische Daten
Nach der Volkszählung im Jahr 2010 lebten im Cleveland County 255.755 Menschen in 90.223 Haushalten. Die Bevölkerungsdichte betrug 184,3 Einwohner pro Quadratkilometer.
Ethnisch betrachtet setzte sich die Bevölkerung zusammen aus 79,3 Prozent Weißen, 4,2 Prozent Afroamerikanern, 4,7 Prozent amerikanischen Ureinwohnern, 3,8 Prozent Asiaten sowie aus anderen ethnischen Gruppen; 5,6 Prozent stammten von zwei oder mehr Ethnien ab. Unabhängig von der ethnischen Zugehörigkeit waren 7,0 Prozent der Bevölkerung spanischer oder lateinamerikanischer Abstammung.
In den 90.223 Haushalten lebten statistisch je 2,50 Personen.
22,1 Prozent der Bevölkerung waren unter 18 Jahre alt, 68,2 Prozent waren zwischen 18 und 64 und 9,7 Prozent waren 65 Jahre oder älter. 49,9 Prozent der Bevölkerung war weiblich.
Das jährliche Durchschnittseinkommen eines Haushalts lag bei 51.958 USD. Das Prokopfeinkommen betrug 25.427 USD. 11,6 Prozent der Einwohner lebten unterhalb der Armutsgrenze.

## Städte und Gemeinden
Citys
| - Lexington - Moore - Noble | - Norman - Oklahoma City1 - Purcell2 |

Towns
- Etowah
- Slaughterville

1 – teilweise im Canadian, Oklahoma und im Pottawatomie County

2 – teilweise im McClain County